# Oxycephalus clausi
Oxycephalus clausi är en kräftdjursart som beskrevs av Carl Erik Alexander Bovallius 1887. Oxycephalus clausi ingår i släktet Oxycephalus och familjen Oxycephalidae. Inga underarter finns listade i Catalogue of Life.